# Lars Søndergaard
Lars Søndergaard (født 5. april 1959) en dansk fodboldtræner, der var dansk fodboldtræner for det danske kvindelandshold fra 2017 til 2023, hvor han blev erstattet af Andrée Jeglertz.
Fra 2015-2016 var cheftræner i AaB, og forinden havde fire sæsoner som cheftræner i SønderjyskE.
I januar 2008 vendte han tilbage til Salzburg for at blive ungdomsansvarlig i Red Bull Salzburg, som på daværende tidspunkt havde Giovanni Trapattoni som cheftræner.
Som spiller spillede Søndergaard hele sin karriere for AaB, og i 1996 startede han også sin trænerekarriere i samme klub som ungdomstræner. Da Per Westergaard i 1997 blev fyret i AaB, overtog Søndergaard efteråret ud. Da Hans Backe blev træner fra nytår 1998 blev Søndergaard hans assistent.
Da Backe i 2000 forlod klubben til fordel for cheftrænerjobbet i Austria Salzburg fulgte Søndergaard ham som assistent. Året efter efterfulgte han Backe som cheftræner, da denne skulle til FC København. Siden har Søndergaard været træner for en række østrigske klubber.
I efteråret 2010 blev han fyret i 1. divisionsklubben Viborg FF efter halvandet års ansættelse. En post han altså bestred fra 2009..
9. juni 2011 offentliggjorde SønderjyskE, at Søndergaard var ansat som klubbens nye cheftræner, hvor han skulle agere erstatning for Michael Hemmingsen, der var blevet hentet til Randers FC. Søndergaard nåede 4 sæsoner i SønderjyskE inden hans solide resultater medførte en kontrakt med Aab.
9. april 2015 meddeler AaB, at de har ansat Lars Søndergaard som deres nye cheftræner med tiltrædelse i opstartsfasen til sæsonen 2015/2016. Søndergaard blev ansat på en kontrakt frem til 30. juni 2017 som afløser for den succesrige AaB-træner Kent Nielsen. Han blev imidlertid fyret fra AaB i slutningen af 2016.
Den 18. december 2017 blev det offentliggjort af DBU, at Lars Søndergaard var blevet ansat som ny træner for Danmarks kvindefodboldlandshold. Hans kontrakt gælder til og med EM-slutrunden i 2021.